# Каймар
Кайма́р (рос. Камар, ерз. Каймар) — село у складі Краснослободського району Мордовії, Росія. Входить до складу Старосіндровського сільського поселення.
Населення — 65 осіб (2010; 82 у 2002).
Національний склад (станом на 2002 рік):
- росіяни — 98 %